# Pierre Chambon
Pierre Chambon (ur. 7 lutego 1931 w Miluzie) – francuski lekarz, genetyk i biochemik. 
Emerytowany profesor Uniwersytetu w Strasburgu. Założył i był dyrektorem Instytutu Genetyki i Biologii Molekularnej oraz Biologii Komórki(Institut de génétique et de biologie moléculaire et cellulaire, IGBMC).
Znany z badań nad receptorami jądrowymi. Profesor College de France. 